# Obrium cephalotes
Obrium cephalotes es una especie de escarabajo longicornio del género Obrium, categorizada en la tribu Obriini, de la subfamilia Cerambycinae. Fue descrita por Pic en 1923.

## Descripción
Mide 8 mm de longitud.

## Distribución
Se distribuye por China.